# Pol Toledo Bagué
Pol Toledo Bagué (* 22. Dezember 1994 in Girona) ist ein spanischer Tennisspieler.

## Karriere
Toledo Bagué begann als Sechsjähriger mit dem Tennisspielen und war bereits auf der Juniorentour erfolgreich. Bei den Australian Open und den Wimbledon Championships schaffte er 2012 jeweils den Einzug in die zweite Runde. Seine beste Platzierung war ein kombinierter 52. Rang in der Juniorenweltrangliste.
Bei den Profis spielt er hauptsächlich auf der zweit- und drittklassigen ITF Future Tour und ATP Challenger Tour. Er gewann bisher vier Einzel- und 21 Doppeltitel auf der Future Tour.
Zu Beginn seiner Karriere spielte er ausschließlich Turniere auf der Future Tour, wo er besonders im Doppel Erfolge erzielen konnte. Im September 2015 gab er in Sevilla sein Debüt auf der Challenger Tour. 2016 war sein erfolgreichstes Ergebnis ein Halbfinaleinzug in Kenitra. Im Juli des Folgejahres gewann er mit Carlos Taberner den Doppeltitel in San Benedetto. Bevor sie im Finale Flavio Cipolla und Adrian Ungur besiegten, bezwangen sie im Halbfinale das topgesetzte Duo Luca Margaroli und Sam Weissborn. Im Einzel war ein Halbfinaleinzug in Banja Luka sein bislang größter Erfolg. Im November des Jahres belegte er mit dem 204. Rang seine bisher beste Platzierung im Doppel. Im Einzel schaffte er mit dem 391. Rang im Mai 2018 das erste Mal den Sprung in die Top 400 der Welt.

## Erfolge
| Legende (Anzahl der Siege)  |
| Grand Slam                  |
| ATP World Tour Finals       |
| ATP World Tour Masters 1000 |
| ATP World Tour 500          |
| ATP World Tour 250          |
| ATP Challenger Tour (1)     |

### Doppel

#### Turniersiege
| Nr. | Datum         | Turnier       | Belag | Partner         | Finalgegner                 | Ergebnis |
| --- | ------------- | ------------- | ----- | --------------- | --------------------------- | -------- |
| 1.  | 22. Juli 2017 | San Benedetto | Sand  | Carlos Taberner | Flavio Cipolla Adrian Ungur | 7:5, 6:4 |